# Џозеф Андерс
Џозеф Андерс је измишљени лик из АБЦ-ове телевизијске серије Династија који су створили Ричард и Естер Шапиро. Лик је био редстављен у пробној епизоди 1981. године као кућепазитељ Денверског нафтног тајкуна Блејка Карингтона (Џон Форсајт) и тумачио га је Ли Бергер. Џозеф је стално био у мелодрамама породице Карингтон, а његова ћерка Кирби (Кетлин Белер) је уведена 1982. године. Бергер је отишао из серије на почетку четврте сезоне 1983. године. У римејку серије из 2017. године канала ЦВ, Андерса тумачи Алан Дејл.

## Појава
Ли Бергер је почео да тумачи Џозефа у пробној епизоди серије Династија "Нафта" (1981. године), а отписан је у другој епизоди четврте сезоне "Викендица" (1983. године). Та улога је једна од Бергерових најпознатијих.
Алан Дејл је почео да тумачи лик, кога чешће зову "Андерс", у пробној епизоди римејку Династије из 2017. године.

## Изворна серија

### Сезона један
Денверски нафтни тајкун Блејк Карингтон је представио своју вереницу − некада тајницу − Кристал својој послузи у епизоди „Нафта”. Дугогодишњи настојник Џозеф је страшно одан Блејку, а одмах му се није свидела Кристал и био је хладан према њој све док му се није поново обратио Блејков син Стивен. У епизоди „Медени месец”, Кристал је било тешко да се навикне на живот богате жене, а велики изазов јој је био царски Џозеф. Кристал је победила изазов па су убрзо почели да се поштују.

### Сезона два
Џозеф је показао дубоко гађење према Блејковој бившој супрузи Алексис која се вратила у Денвер након што ју је Блејк прогнао пре много година. Блејк је изгубио вид кад су му кола дигнута у ваздух. Њему се вид вратио у епизоди „Саслушање”, али је он опоравак крио од свих сем од Џозефа.

### Сезона три
У епизоди „Марк”, Џозеф је хтео да да отказ на своје место у вили како би помогао својој ћерки Кирби у Француској. Она је уместо тога дођла у Денвер у епизоди „Кирби”, а у епизоди „Акапулко”, Џозеф није хтео да се Кирби виђа са Џефом Колбијем који је био ожењен Блејковом ћерком Фалон. Џозеф је онда упозорио Џефа да се окане Кирби у епизоди „Медаљон”. Џеф и Фалон су се развели па се Џеф оженио Кирби у Рену у Невади у епизоди „Очеви и синови”. Џозеф се наљутио кад је сазнао да се удала у епизоди „Одбегла млада”. Кирби је остала трудна, а Алексис је запретила Џозефу да ће рећи "истину" Кирби о њеној мајци у епизоди „Претња”. На крају треће сезоне у епизоди „Брвнара”, Кристал и Алексис су остале заробљене у викендици коју је неко запалио.

### Сезона четири
Кристал и Алексис су преживеле. У епизоди „Викендица”, неко је покушао да убије Алексис у болници, а Џозеф се убио пуцњем у себе. У епизоди „Порука”, Блејк и Џеф су пронашли поруку у којој је Џозеф признао да је подметнуо пожар у викендици како би убио Алексис.

## Римејк

### Избор глумца и развој
Дејл је изабран за улогу у марту 2017. године. Извршна продуценткиња Сали Патрик је рекла да су са Андерсом и возачем Карингтонових Мајклом Кулхејном створили тему горњег и доњег сталежа јер не може да се има серија о прљавим богаташима без људи који се труде крвнички да их очисте. За Андерса и Кристалиног сестрића Сема Џоунса је рекла: "Направили смо њихово пријатељство што је потпуно одлепило. То што смо их закључали у подруку [у епизоди „Пробај споствени лек”] је било јако забавно... Семи Џо се увек уваљивао преко главе па је имало смисла да њега прво онесвесте, а занимљива особа са којом је могао да буде закључан у подруму био је Андерс". Пре почетка емитовања друге сезоне, Патрикова је предсказала увођење Андерсова ћерке Кирби (Медисон Браун):
Видећемо како Андерс држи [Кирби] под својим скутом јер не само да имају сложени и тешки однос, него она има једнако тежак однос са Карингтоновима, а како је Андерс одани пријатељ породице и запослени... она му много тога доводи под знак питања. Он наравно воли своју ћерку, али му такође никад није било лако да буде родитељ па је због тога живела неко време са мајком у Аустралији.

### Приче

#### Сезона један
Кућепазитељ Карингтонових Џозеф Андерс (Алан Дејл) је заштитнички настројен према породици Карингтон, а претњу му је представљало присуство будуће газдарице куће Кристал. После свадбе у епизоди „Једва те познадох”, Џозеф је упозорио да је истражио њену мутну прошлост и да ће је саопштити Блејку ако се не буде понашала како треба. У епизоди „Кривица несигурних људи”, Андерс је укључио Кристлаину имовину у Блејков предбрачни уговор и тако делотворно учинио да не може да троши ништа, а да то он не зна. У епизоди „Курва из друштва”, Андерс је преварио Сема да раздвоји Стивена од његовог бившег дечка Теда Динарда, наркомана на одвикавању кога су он и Блејк раније истерали из Стивеновог живота. У „Најбоље у животу”, Андерс је тајно помогао Кристал да реши неке ствари из прошлости, али је све рекао Блејку кад ју је ухваито у лажи. Андерс и Кристал су открили да њена сестра Ирис Махадо стоји иза изнуде у епизоди „Дно дна”. На Блејков наговор, Андерс је подмитио једног затворског чувара да исценира напад како би Сесилу Колбију била продужена казна затвора у епизоди „Само невоља”. Кад је Сем открио у епизоди „Житије по Блејку Карингтону” да је у земљи на црно, Андерс му је средио састанак са заступником како би започео поступак за зелени картон. У епизоди „Бљесак из прошлости”, Андерс је рекао Сему да има бившу супругу и ћерку Кирби у Аустралији. Андерс је кренуо да је позове, али је ипак спустио слушалицу. Сем је позвао Кирби на своју и Стивенову свадбу у епизоди „Мртвац долази”, а после је од Стивена и Фалон сазнао да је она као мала била "психопата" и да је малтретирала Фалон. Касније се Андерс изненадио кад је видео Кирби да долази у вилу.

#### Сезона два
Андерс је држао Кирби подаље од Карингтонових у епизоди „Двадесетдва комарца”, а отац и ћерка су се посвађали због њеног дивљег начина живота и његовог неповерења.

### Пријем
Дејл је добио повишицу за улогу, а Морин Рајан из часописа Променљива назвала га је "најбољим углом нове Династије" и назначила да "Дејл побољшава сваки призор у ком је". Патрикова је рекла: "Алан Дејл је невероватан као Андерс. Од почетка сви желе да буду у причи са њим".